# 杁ヶ池公園

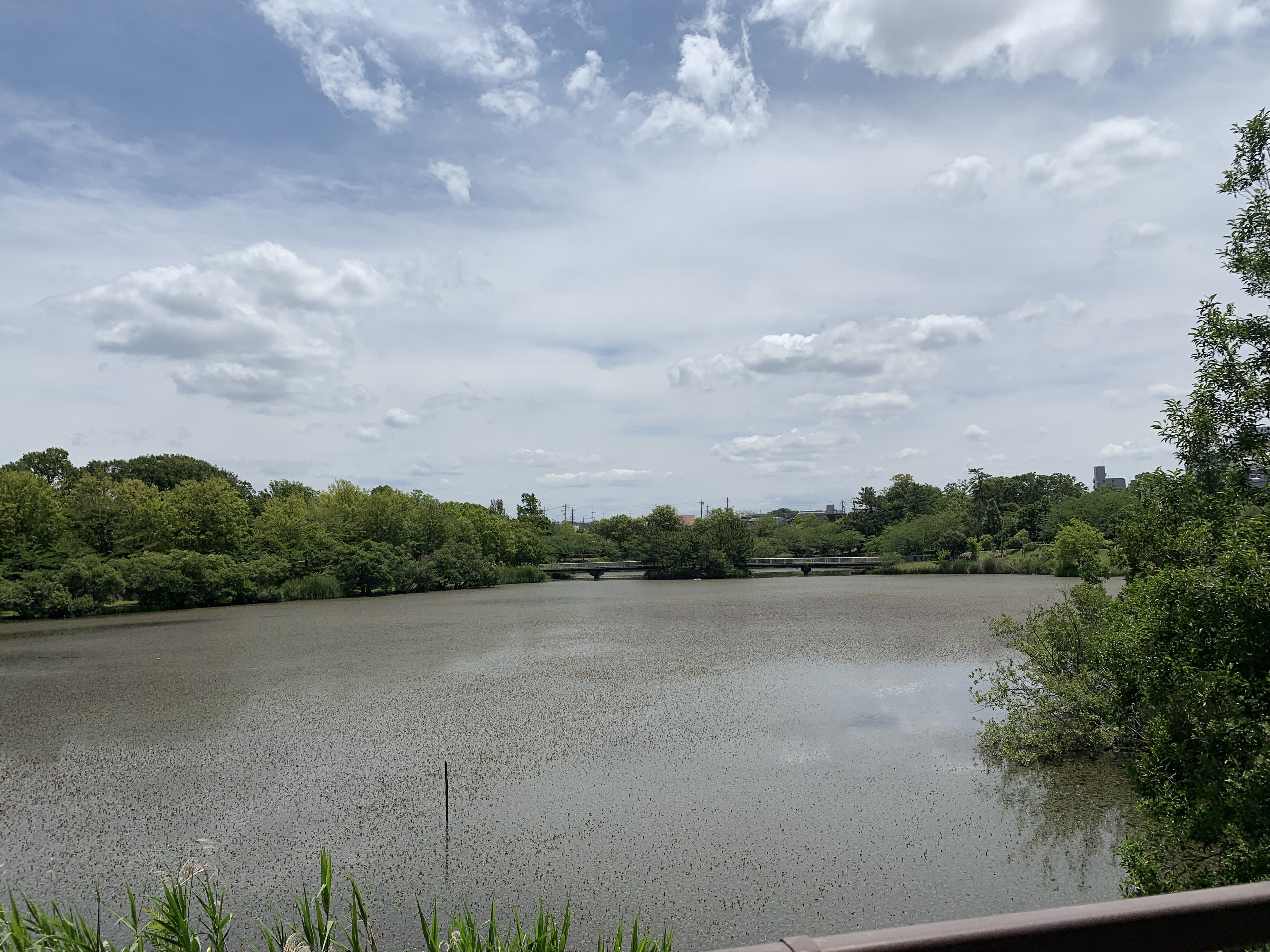
杁ヶ池

杁ヶ池公園（いりがいけこうえん）は、愛知県長久手市杁ケ池にある公園である。

## 概要
元々は農業用の溜池だったが、周辺が土地区画整理をされたのに伴い、南東部の一部は埋め立てられるなどされた上、公園として整備された。
池を一周する遊歩道には、池を囲むようにしてサクラが植えられている。

## 施設
- 長久手市杁ヶ池体育館（杁ヶ池1001番地）
- テニスコート（照明器具あり）
- 公衆トイレ（公園内に2箇所ある）
- 南小校区共生ステーション
- 駐車場（公園内に1箇所、公園隣接地に1箇所ある）

## 交通アクセス
- 愛知高速交通東部丘陵線（リニモ） 杁ヶ池公園駅下車。
- N-バス「杁ヶ池公園西」バス停下車。
- 名鉄バス「蟹原」「菖蒲池」バス停下車。